# Ледово (Псковська область)
Ледово (рос. Ледово) — присілок в Опочецькому районі Псковської області Російської Федерації.
Населення становить 39 осіб. Входить до складу муніципального утворення Глубоковська волость.

## Історія
Від 2015 року входить до складу муніципального утворення Глубоковська волость.

## Населення
| 2001 | 2002 | 2010 | 2013 | 2014 | 2015 | 2016 |
| ---- | ---- | ---- | ---- | ---- | ---- | ---- |
| 42   | ↗45  | ↘29  | ↗31  | ↗41  | ↗46  | ↘39  |